# شیمیخیور
شیمیخیور (به لاتین: Shimikhyur) یک منطقهٔ مسکونی در روسیه است که در شهرستان کوراخسکی واقع شده‌است.